# Testudinaria
Testudinaria Taczanowski, 1879 è un genere di ragni appartenente alla famiglia Araneidae.

## Etimologia
Il nome deriva dal latino testudineus, cioè di tartaruga, a guscio di tartaruga, per la particolare forma del disegno dell'opistosoma.

## Distribuzione
Le nove specie oggi note di questo genere sono state reperite in America meridionale e in America centrale: la specie dall'areale più vasto è la T. geometrica, rinvenuta in varie località da Panama al Perù e in Brasile.

## Tassonomia
Considerato un sinonimo anteriore di Nanduti Mello-Leitão, 1945 secondo le analisi svolte sugli esemplari tipo di Nanduti roseus Mello-Leitão, 1945 dall'aracnologo Levi nel 2002.
È anche sinonimo anteriore di Arcidius Simon, 1893, che era stato rimosso dalla sinonimia con Gnolus Simon, 1879, a seguito di un altro lavoro di Levi (2005b).
Dal 2011 non sono stati esaminati esemplari di questo genere.
A marzo 2014, si compone di nove specie:
- Testudinaria bonaldoi Levi, 2005 - Brasile
- Testudinaria debsmithae Levi, 2005 - dal Suriname al Perù, Bolivia
- Testudinaria elegans Taczanowski, 1879 - da Panama al Perù
- Testudinaria geometrica Taczanowski, 1879[2] - da Panama al Perù, Brasile
- Testudinaria gravatai Levi, 2005 - Brasile
- Testudinaria lemniscata (Simon, 1893) - Brasile
- Testudinaria quadripunctata Taczanowski, 1879 - dal Venezuela al Perù, Bolivia, Brasile
- Testudinaria rosea (Mello-Leitão, 1945) - Argentina
- Testudinaria unipunctata (Simon, 1893) - Brasile

### Sinonimi
- Testudinaria soaresi (Mello-Leitão, 1945); trasferita dal genere Scoloderus Simon, 1887, è stata posta in sinonimia con T. quadripunctata Taczanowski, 1879 a seguito di un lavoro di Levi, (2005b)[1].